# 마리오 롤플레잉 게임 목록
《마리오》 시리즈가 시작한 이래로 다양한 롤플레잉 비디오 게임들이 여러 기종으로 발매됐었다. 모든 게임들에서 대체로 마리오가 주인공이고 그 옆에 한두 명의 플레이어 캐릭터가 따라붙는 식으로 전개된다.
최초의 《마리오》 RPG는 1996년 슈퍼 패미컴으로 발매된 《슈퍼 마리오 RPG》였다.